# Аткасук (аэропорт)
Аэропорт Аткасук имени Эдварда Барнелла (англ. Atqasuk Edward Burnell Sr. Memorial Airport), (ИАТА: ATK, ИКАО: PATQ, FAA LID: ATK) — гражданский аэропорт, расположенный в 1,6 километрах к югу от центрального делового района города Аткасук (Аляска), США.

## Операционная деятельность
Аэропорт Аткасук располагается на высоте 29 метров над уровнем моря и эксплуатирует одну взлётно-посадочную полосу:
- 6/24 размерами 1332 x 90 ft. (1,332 x 27 метров с гравийным покрытием.[1]

За период с 31 декабря 2005 года по 31 декабря 2006 года Аэропорт Аткасук обработал 530 операций взлётов и посадок самолётов (операций ежемесячно). Из них 94 % пришлось на аэротакси и 6 % рейсов — на авиацию общего назначения.